# Trifida melichari
Trifida melichari är en insektsart som först beskrevs av William Lucas Distant 1908.  Trifida melichari ingår i släktet Trifida och familjen dvärgstritar. Inga underarter finns listade i Catalogue of Life.